# حمله با خودرو در توکیو ۲۰۱۹
حمله با خودرو در توکیو ۲۰۱۹ (انگلیسی: 2019 Tokyo car attack)، یک حمله با خودرو بود که در ۱ ژانویه ۲۰۱۹، در توکیو، ژاپن رخ داد. کازوهیرو کوزاکابه ۲۱ ساله به مقام‌ها گفت که عمداً به عابران پیاده که در منطقه شلوغ هاراجوکو بودند، به عنوان یک حمله تروریستی در انتقام اعدام اعضای فرقه اوم شینریکو با خودرو حمله کرده است. حمله سال نوی ژاپنی هشت مجروح بر جای گذاشت. نفر نهم نیز توسط راننده مجروح شد.
کوساکابه گفت که او ابتدا با پخش نفت سفید با ماشین شوینده فشار قوی در میان جمعیت در نزدیکی معبد میجی یک حمله آتش‌سوزی را برنامه‌ریزی کرد، اما متوجه شد که وسایل نقلیه در آنجا مجاز نیستند. کوزاکابه متعاقباً به اتهام اقدام به قتل در ارتباط با این حمله محکوم شد. او به ۱۸ سال زندان محکوم شد.